# Georges-Gustave Toudouze
Pour les articles homonymes, voir Toudouze.
Œuvres principales
- Le Petit Roi d'Ys (prix de l'Académie française en 1923)
- Paris sur l'eau (prix de l'Académie française en 1921)
- La Défense des côtes de France, de Dunkerque à Bayonne au XVIIe siècle, couronné par l'Académie des sciences morales et politiques
- Le Livre de la mer (prix de l'Académie des sciences morales et politiques
- Gloires et drame de la mer, 1914-1918 (prix de l'Académie française)
- Cinq jeunes filles (série)

Édouard Henri Georges Toudouze, né le 22 juin 1877 à Paris où il meurt le 4 janvier 1972, est un romancier, auteur dramatique, historien et journaliste français. Il a écrit sous les pseudonymes : Georges-Gustave Toudouze, Georges - G. Toudouze, ou Georges G.- Toudouze, dans Les Cahiers de l'Iroise, entre autres.
Il est le fils du romancier Gustave Toudouze.

## Biographie
Né le 22 juin 1877 dans le 9e arrondissement de Paris, Georges-Gustave Toudouze est pensionnaire de l'Académie de France à Rome, membre de l'Académie de marine, membre de l'École française archéologique d'Athènes, professeur d'histoire, du théâtre et du costume au Conservatoire national de Paris. Il est titularisé à ce dernier poste en 1913, remplaçant ainsi son beau-père Louis de Gramont.
Il est le créateur de la série de romans pour la jeunesse Cinq jeunes filles, première série française de l'après-guerre. Il contribue à la revue "Mon journal illustré pour les enfants" (n°37 du 10 juin 1922 avec le texte "Le Domestique et le Compositeur".)
Les romans de Georges-Gustave Toudouze sont principalement maritimes et prennent souvent pour cadre la Bretagne dont il fait l'apologie.
Il milite aussi en faveur du nationalisme breton, participant notamment à l'Institut celtique de Bretagne soutenu par les Allemands pendant la Seconde Guerre mondiale.
Georges-Gustave Toudouze meurt le 4 juillet 1972 dans le 8e arrondissement de Paris. Il est inhumé avec son père à L'Haÿ-les-Roses. Un médaillon de son profil par Paul Landowski orne la tombe. Son épouse est morte en 1956.

## Œuvre

### Romans et autres écrits
- 1900 : La Défense des côtes de Dunkerque à Bayonne au XVIIe siècle, Éd. R. Chapelot, Paris, 375 p.
- 1903 : La Côte d'azur : Cannes, Nice, Monaco, Menton, Collection : Bibliothèque spéciale de la projection. Conférence pour projections no 117, éd. E. Mazo, Paris, 16 p.
- 1903 : Une mystérieuse affaire, Éd. Hachette.
- 1907 : À travers la presqu'île de Crozon, Morgat et Camaret, Éd. de la Ligue maritime française, Paris, 62 p.
- 1911 : Le Voltigeur Hollandais, Éd. Hachette, illustré par Maurice Leloir, 264 p.
- 1912 : Le Trésor maudit du palais rouge, Éd. Hachette, 49 gravures d'après Édouard François Zier, 269 p.
- 1917 : Gloires et drames de la mer, Berger levrault.
- 1918 : Une campagne en hydravion, Éd. Rouff, 24 p.
- 1918 : Le Livre de la mer - Manuel de la Ligue Maritime Française, Éd. Larousse.
- 1918 : L'Embouteillage de Zeebruges, coll. Patrie, Rouff, 24 p.
- 1918 : La Défense du Pas de Calais, coll. Patrie, Rouff, 1918, 24 p.
- 1919 : La Reddition de la flotte allemande, coll. Patrie, Rouff, 24 p.
- 1920 : Le Sous-marin : roi de la mer, A. Lemerre, Paris, 266 p.
- 1921 : Paris sur l'eau, Éditions Mame, 304 p.
- 1922 : Gloires et souvenirs maritimes, Maurice Leloir, Georges-Gustave Toudouze, Éditions Hachette, Brest, 312 p.
- 1923 : La Grèce au visage d'énigme de Pœstum à Mycènes, d'Agrigente à Troie, de Ségeste à Knossos, Berger-Levrault, 166 p.
- 1923 : Le Petit Roi d'Ys, coll. Bibliothèque de la jeunesse, Hachette, roman, 96 p. ; Illustrations d'après Henry Morin. (Ouvrage couronné par l'Académie française)
- 1925 : L’Homme qui volait le Gulf-Stream, Gallimard, roman, 252 p.
- 1933 : Gaït la mystérieuse (roman publié en feuilleton dans le journal L'Ouest-Éclair[6]).
- 1938 : Anne de Bretagne : duchesse et reine, Éd. Floury, Paris, 1938, 268 p.
- 1938 : Le Secret de l'île d'acier, Éd. Tallandier, coll. Grandes Aventures et voyages excentriques no 9, 224 pages.
- 1943 : Les Équipages de la marine française, Éd. militaires illustrées, Brest, 146 p. - Ouvrage couronné par l'Académie Française et par l'Académie des beaux-arts.
- 1943 : Âmes et pierres de Bretagne, Éd. Floury, 148 p.
- 1943 : Les Chercheurs d'espace, Éd. Berger-Levrault, Paris, 156 p.
- 1944 : La Vie héroïque de l'amiral Courbet, Éd. militaires illustrées, Paris, 115 p.
- 1945 : Le Costume français, coll. « Arts, styles et techniques », Larousse, 176 p.
- 1946 : Venise “Née de l'écume des flots”, Éd. Monceau, Paris, 146 p.
- 1946 : Molière, bourgeois de Paris et tapissier du Roy, Floury, Paris, 189 p.
- 1947 : La Presqu'île de Crozon, Éd. de Bretagne, La Baule.
- 1947 : Les Carnets illustrés du Maréchal de Vauban et du Mur de l'Atlantique, Académie de Marine.
- 1948 : Les Derniers Jours de la ville d'Ys, Éd. Armoricaines, Morlaix
- 1948 : Un siècle de vie française, 1840 - 1940, Georges-Gustave Toudouze, Charles Autran; Éd. S.N.E.P. - Illustration
- 1953 : Aventuriers de Bretagne sur les océans, Éd. Amiot et Dumont, Paris, 197 p.
  - 1994 : réédition: Aventuriers bretons sur les Océans, Éd. Terre de Brume, Rennes, 247 p.
- 1954 : Camaret Grand'Garde du littoral de l'Armorique, Éd. Gründ, Paris.
- 1954 : Monsieur de Vauban, Éd. Berger Levrault, 302 p.
- 1955 : Le Premier des globe-trotters, Éd. André Bonne, 185 p.
- 1959 : Histoire de la marine. Tome premier, Georges-Gustave Toudouze, Charles Bourel de La Roncière, Joannès Tramond; Éd. Baschet et Cie, Paris, 320 p.
- 1959 : Histoire de la marine. Tome second, Georges-Gustave Toudouze, Charles Bourel de La Roncière, Joannès Tramond; Éd. Baschet et Cie, Paris, 321 p.
- 1960 : Les Trois Connétables Du Guesclin - Clisson - Richemont, Éd. André Bonne.
- 1962 : Tanguy fils de la Mer, collection :  Georges-G. Toudouze. « L'Âme de la Bretagne », Éd. André Bonne, In-16, 288 p.
- 1967 : Camaret et Vauban, Éd. Alpina, 95 p.
- 2003 : Chroniques de La Hougue : “La Bataille de la Hougue : 29 mai 1692” de Georges Toudouze ; “La légende de Barfleur” de Roger Lepelley. Éditions Isoète, Cherbourg-Octeville, 219 p. (fac-sim. de l'éd. de : Paris : R. Chapelot, 1899).

### Romans pour la jeunesse

#### Romans hors-série
- 1907 : Henri Rivière. Peintre et Imagier  (ill. Henri Rivière), Paris, Henri Floury, 1907, 176 p., 20 × 26 cm (lire en ligne)
- 1909 : La Sorcière du Vésuve En collaboration avec Gustave Toudouze, collection « Nouvelle collection pour la jeunesse », illustré de 52 gravures par Éd. Zier, Éd. Hachette, Paris, 275 p.
- 1909 : La Dernière des Spartiates collection Bibliothèque des écoles et des familles, éditions Hachette, in-8°, 323 p.
- 1909 : François Ier : le Roi chevalier Georges-Gustave Toudouze et Albert Robida, Éd. Boivin, Paris, 82 p.
- 1914 : Le Petit Roi d'Ys (Prix Sobrier-Arnould de l'Académie française 1917) Éd. Hachette, 1914, 95 gravures d'après Henry Morin, 229 p. Rééditions : 1923, coll. Bibliothèque de la jeunesse, Hachette, coll. Bibliothèque de la jeunesse, roman, 96 p. ; Illustrations d'après Henry Morin ; 1948, coll. Bibliothèque verte, Hachette, Illustrations de E. de Berthier, 255 p.

- 1916 : La Filleule de Merlin illustré de 64 gravures d'après Alfred Vaccari, Hachette, coll. Bibliothèque des écoles et des familles, in-8, 221 p. Réédition : 1955, illustrations de Henri Faivre, coll. Bibliothèque verte, Hachette, roman, 256 p.
- 1917 : Pierrik le mousse, pêcheur de sous-marins (roman), F. Rouff, coll. « Patrie » (no 43), 1917, 24 p., 19 × 14 cm
- 1921 : Les Sous-marins fantômes  (ill. G. Dutriac), Paris, Hachette, coll. « Romans d'aventure » (réimpr. 1927, 1931, 1958, 1960, 1961) (1re éd. 1921), 207 p. (lire en ligne)
- 1927 : Pierrette la téméraire Hachette, Bibliothèque de la jeunesse, illustrations de G. Dutriac, 80 p. Rééditions : 1956, coll. Idéal-Bibliothèque, Éd. Hachette, Illustré par Françoise Bertier, roman, 186 p.
- 1928 : Aux feux tournants des phares Éd. Eugène Figuière, Paris, roman, 209 p. Rééditions : 1946 ; 1966, éd. A. Bonne, Paris, 191 p. ; 1977, coll. Bibliothèque verte, Hachette, illustrations de Paul Durand, 153 p.

- 1933 : Le Mousse du "Korrigan" Hachette, coll. Bibliothèque des écoles et des familles, illustrations de Henri Faivre, roman, 135 p.
- 1940 : Gaït la mystérieuse Ed. J. Tallandier, coll. Grandes aventures et voyages excentriques, no 54, roman. Réédition : 1964, Publication : Paris : A. Bonne, coll. L’Âme de la Bretagne.
- 1942 : Anne et le mystère breton Hachette, coll. Bibliothèque verte, illustrations de Henri Faivre, roman, 253 p.

- 1943 : Faïk de Kerloc'h, pupille de l'océan Illustrations de Jim Sévellec, Éd. Landerneau, Édition de propagande cultuelle (sic) bretonne pour la jeunesse, Urz Goanaz Breiz-Ololé, 79 p.
- 1951 : La Fille des sirènes Hachette, coll. Bibliothèque verte, illustrations de René-George Gautier, 256 p.
- 1952 : Héritière de Neptune Hachette, coll. Bibliothèque verte, illustrations d'Albert Chazelle, roman, 253 p.

- 1953 : Contrebandière de Sicile Hachette, coll. Bibliothèque verte, illustré par Henri Faivre, roman, 256 p.
- 1956 : Un gentilhomme de la mer Hachette, coll. Bibliothèque verte, illustrations de Jean Reschofsky, 256 p., roman.
- 1957 : La Fiancée du Loup-de-la-Mer Hachette, coll. Bibliothèque verte no 289, illustrations de Philippe Daure, roman, 255 p.
- 1974 : Contes et Légendes de l'Île-de-France Éd. Fernand Nathan, coll. Contes et légendes de tous les pays, 254 p.

#### SérieCinq jeunes filles
Treize titres publiés dans la collection Bibliothèque verte aux éditions Hachette.
- 1954 : Cinq jeunes filles sur “L'Aréthuse” Illustrations de Henri Faivre, 256 p. Réédition : 1960, illustrations de Christian Dufour.
- 1955 : Cinq jeunes filles à Venise Illustrations de Henri Faivre, 256 p. Réédition : 1964, nouvelle illustration de couverture de Henri Faivre.
- 1957 : Cinq jeunes filles à Capri B. verte no 284, Illustrations de Henri Faivre, 254 p.
- 1958 : Cinq jeunes filles chez les pirates B. verte no 41, Illustrations de Henri Faivre, 255 p.
- 1959 : Cinq jeunes filles aux Açores B. verte no 148, Illustrations de Henri Faivre, 254 p.
- 1960 : Cinq jeunes filles dans l'Atlantique B. verte no 169, Illustrations de Henri Faivre, 255 p.
- 1961 : Cinq jeunes filles sur la Tamise B. verte no 197, Illustrations de Henri Faivre, 254 p. Réédition : 1974.
- 1962 : Cinq jeunes filles en Armorique B. verte no 217, Illustrations de Henri Faivre, 254 p. Réédition : 1972, nouvelle illustration de couverture.
- 1963 : Cinq jeunes filles et L'or des Canaries B. verte no 241, Illustrations de Henri Faivre, 254 p.
- 1964 : Cinq jeunes filles et Le viking B. verte no 262, Illustrations de Henri Faivre, 254 p.
- 1965 : Cinq jeunes filles à Majorque B. verte no 288, Illustrations de Henri Faivre, 190 p.
- 1966 : Cinq jeunes filles face à Interpol

- 1967 : Cinq jeunes filles aux périls de l'archipel B. verte no 343, Illustrations de Christiane Dufour, 250 p.

### Théâtre
Parmi les loups, pièce d'aventures en 3 actes, Paris, Théâtre de l'Odéon, 6 Oct. 1926 mise n scène par Firmin Gémier

### Cinéma
- Les Élus de la Mer, adapté par Marcel Dumont et Gaston Roudès, sorti en 1925.

## Distinctions
- Commandeur de la Légion d'honneur (1950)[10].

## Prix littéraires
De l'Académie française
- Prix Sobrier-Arnould 1917 pour Le Petit Roi d'Ys.
- Prix Montyon 1919 pour Gloires et drame de la mer.
- Prix Montyon 1922 pour Paris sur l’eau
- Prix Montyon 1924 pour La Grèce au visage d’énigme
- Prix Montyon 1934 pour Le mousse du Korrigan
- Prix Montyon 1943 pour Duguesclin, Clisson, Richemont et la fin de la guerre de Cent ans
- Prix d’Académie 1944 pour Les équipages de la marine française
- Prix Montyon 1949 pour Le secret des Argonautes
- Prix Eugène Carrière 1955 pour Monsieur de Vauban

Autre
- Prix du Conseil municipal par la Société des Gens de Lettres en 1920[11]
- Prix de l'Académie des beaux-arts en 1943 pour Les Équipages de la marine française.

## Source
- Bibliothèque nationale de France (pour la bibliographie)
- Notice de L'Annuaire des contemporains (1923)